# Ikat

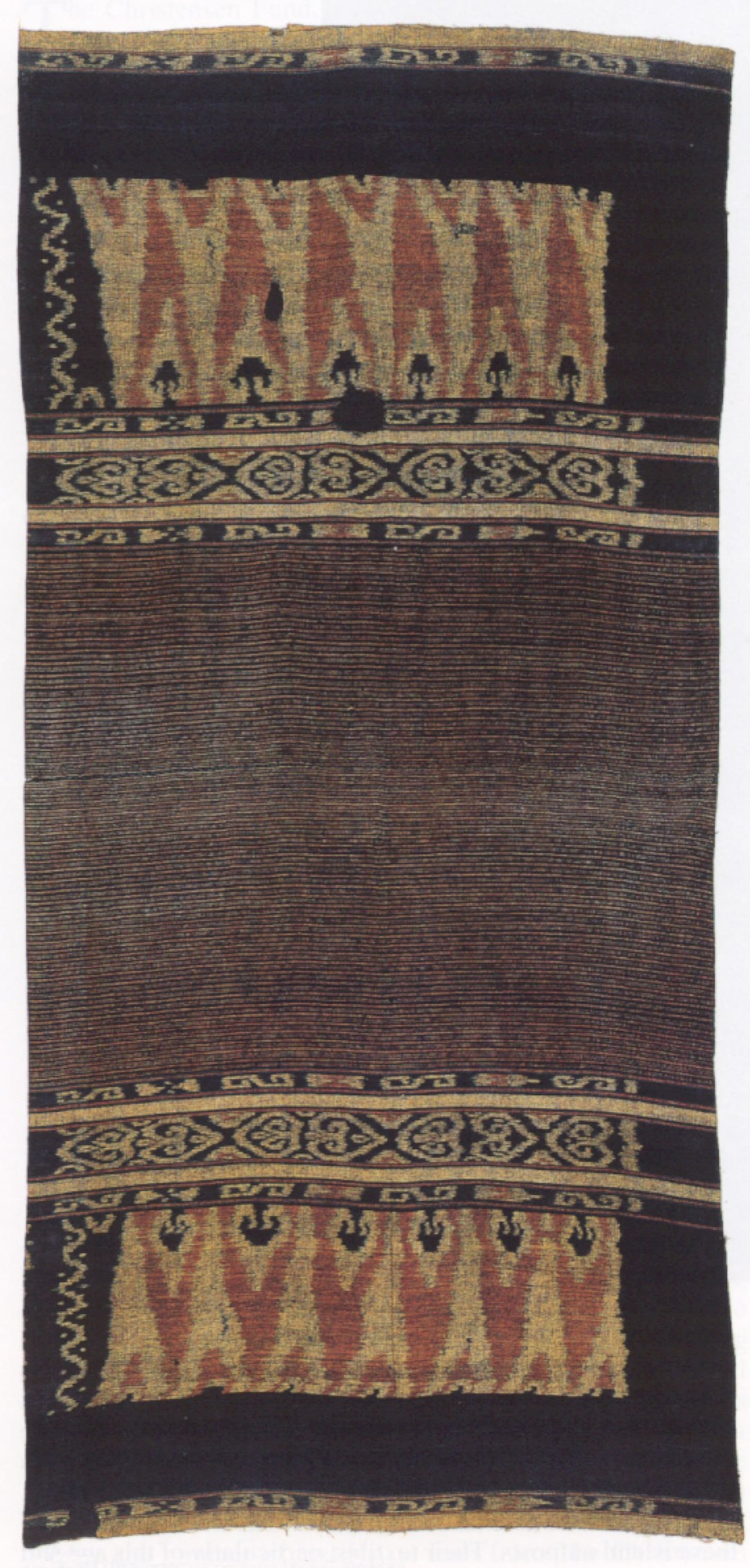
Ikat des îles Tanimbar en Indonésie (XVIIIe siècle, Honolulu Academy of Arts).

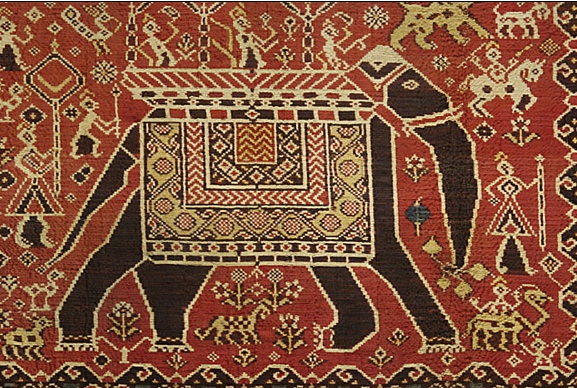
Détail d'un patola classique du Gujarat (début du XIXe siècle, collection LACMA).

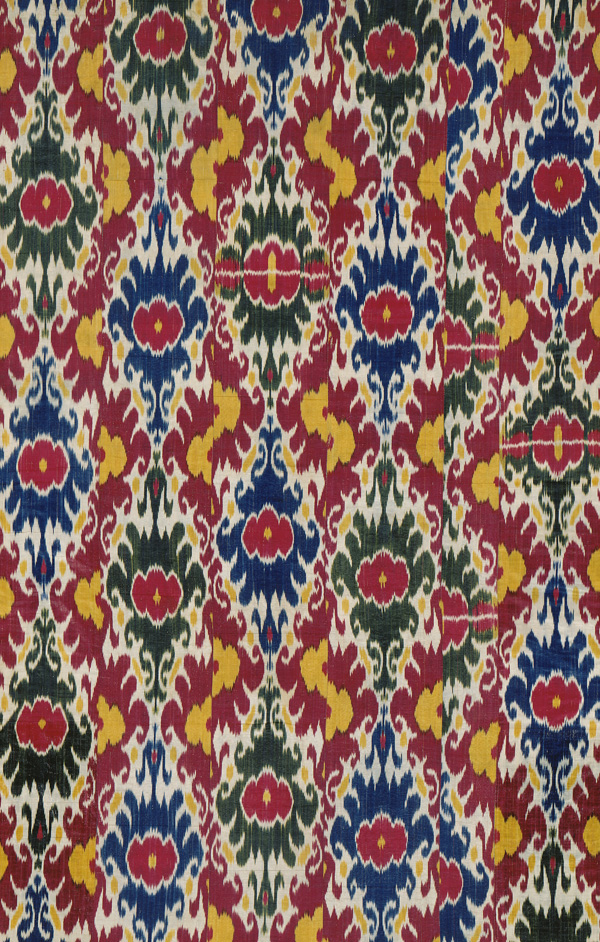
Abr d'Ouzbékistan, soie et coton (milieu du XIXe siècle, collection Smithsonian).

L’ikat (de l'indonésien ikat, « attacher, nouer ») est un procédé de teinture et de tissage dans lequel le dessin est créé en teignant d'abord le fil de trame, ou le fil de chaîne, de toutes les couleurs qui vont y figurer, à des intervalles très précis, de sorte qu'au moment du tissage les éléments du dessin se créent par la juxtaposition des parties du fil de la couleur appropriée (par exemple, cinq ou six points jaunes de deux millimètres, à un mètre de distance l'un de l'autre sur la longueur du fil, viennent l'un au-dessus de l'autre au moment du tissage pour former l'œil d'un oiseau, et ainsi de suite pour chaque élément du dessin). En teignant le fil, les parties qu'on[style à revoir] veut préserver d'une certaine couleur de teinture sont cachées par un fil qu'on noue sur le fil de la trame. Le fil est ensuite plongé dans la teinture.
Puis l'opération est recommencée pour les autres teintes. Par extension, le mot désigne également le tissu qui en résulte.
La technique de l'ikat est utilisée en Indonésie, essentiellement dans les petites îles de la Sonde, mais aussi en Amérique centrale (Guatemala, Mexique), en Amérique du Sud (Argentine, Bolivie et Équateur) et en Europe à Majorque. Au XIXe siècle, les villes de Boukhara et Samarcande dans l'actuel Ouzbékistan étaient réputées pour leurs beaux ikat de soie. L'Inde, le Japon et d'autres pays d'Asie du Sud-Est ont aussi une culture d'ikat.